# 明里忽都鲁
明里忽都鲁（?—?），蒙古帝国人物。
氏族不详。大蒙古国大汗蒙哥（元宪宗）的后妃（可敦、哈屯，汉译皇后），《新元史》记载蒙哥死后67年，元泰定三年（1326年）她还尚在人世，泰定帝下诏让她守班秃大王（蒙哥长子）的营帐。